# David Kitur
David Kitur  (né le 12 octobre 1962) est un athlète kényan, spécialiste du 400 mètres. 

## Biographie
Il participe aux Jeux olympiques d'été de 1984, à Los Angeles, et atteint les demi-finales du 400 m.
En 1985, durant les championnats d'Afrique du Caire, en Égypte, il se classe troisième du 400 m et remporte le titre continental du relais 4 × 400 m en compagnie de ses compatriotes Julius Sang, Tito Sawe et Alfred Nyambane. L'année suivante, il prend part aux Jeux africains 1987 de Nairobi et s'adjuge deux médailles d'argent, sur 400 m et 4 × 400 m.
Il établit la meilleure performance de sa carrière sur le tour de piste lors des championnats du monde 1987 à Rome, avec le temps de 44 s 73, se classant sixième de la finale.
Lors des championnats d'Afrique de 1990, il se classe deuxième du 400 m, derrière son frère Samson Kitur. Cette même année, il s'adjuge le titre du relais 4 × 400 m aux Jeux du Commonwealth d'Auckland, en Nouvelle-Zélande.
Il établit un nouveau record du Kenya du 4 × 400 m lors des Jeux olympiques de 1992, à Barcelone (2 min 59 s 63).
Il remporte à trois reprises le titre de champion du Kenya du 400 m en 1984, 1985 et 1990.

### Palmarès
| Date | Compétition                | Lieu      | Résultat | Épreuve   | Temps         |
| ---- | -------------------------- | --------- | -------- | --------- | ------------- |
| 1985 | Championnats d'Afrique     | Le Caire  | 3e       | 400 m     | 46 s 01       |
| 1985 | Championnats d'Afrique     | Le Caire  | 1er      | 4 × 400 m | 3 min 01 s 86 |
| 1987 | Jeux africains             | Nairobi   | 2e       | 400 m     | 44 s 93       |
| 1987 | Jeux africains             | Nairobi   | 2e       | 4 × 400 m | 3 min 01 s 00 |
| 1987 | Championnats du monde      | Rome      | 6e       | 400 m     | 45 s 34       |
| 1987 | Championnats du monde      | Rome      | 5e       | 4 × 400 m | 3 min 01 s 67 |
| 1989 | Coupe du monde des nations | Barcelone | 3e       | 4 × 400 m | 3 min 01 s 88 |
| 1990 | Championnats d'Afrique     | Le Caire  | 2e       | 400 m     | 46 s 13       |
| 1990 | Jeux du Commonwealth       | Auckland  | 1er      | 4 × 400 m | 3 min 02 s 48 |

### Records
| Épreuve    | Performance | Lieu | Date               |
| ---------- | ----------- | ---- | ------------------ |
| 400 mètres | 44 s 73     | Rome | 1er septembre 1987 |